# Бельмонте, Хайме
Хайме Бельмонте Магдалено (исп. Jaime Belmonte Magdaleno; 8 октября 1934[…], Мехико — 21 января 2009, Ирапуато, Гуанахуато) — мексиканский футболист, участник ЧМ-1958.

## Биография

### Клубная карьера
Бельмонте начал карьеру в клубе «Куаутла», в котором отыграл четыре сезона.
Затем он перешёл в «Ирапуато», в составе которого отыграл 11 лет, за которые забил 125 голов, став лучшим бомбардиром клуба за всю его историю. Бельмонте завершил карьеру по окончании сезона 1969/70 в возрасте 35 лет.

### Карьера в сборной
В составе сборной Мексики играл на ЧМ-1958, где в матче с Уэльсом забил гол; матч закончился со счётом 1:1. Всего за сборную Мексики сыграл 7 матчей, в которых забил 2 гола.

### Послеигровая карьера
Завершив карьеру, занимался бизнесом по продаже спортивной одежды в Ирапуато, а затем в течение 30 лет работал футбольным тренером в Официальной средней школе.

### Смерть и память
Скончался 21 января 2009 года в возрасте 74 лет от рака желудка. Спустя три года, после его смерти около стадиона «Серхио Леон Чавес» была открыта бронзовая статуя, изображающая футболиста.